# Традиційний костюм у Франції

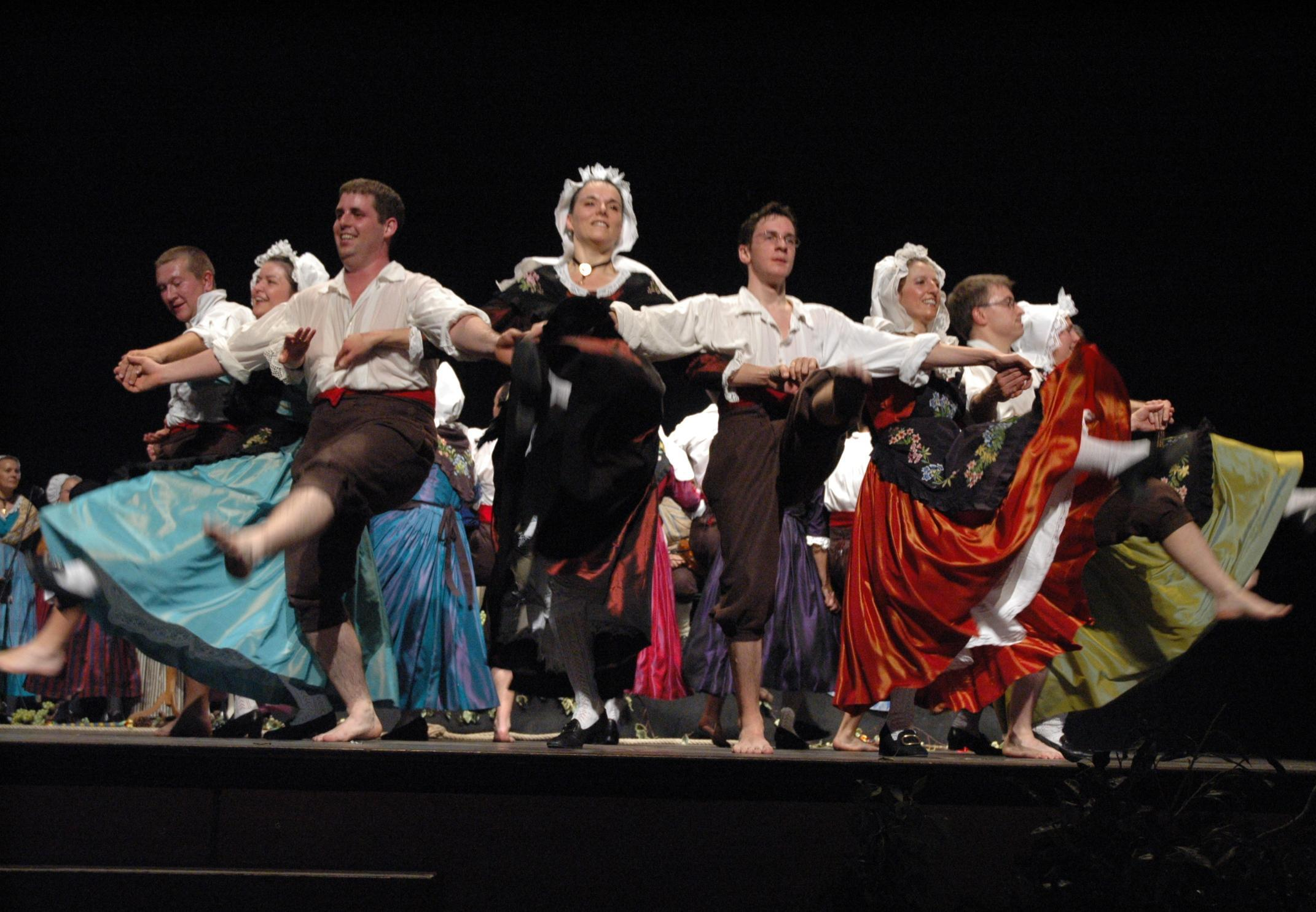
Танцювальна група і Empi Riaume, зразок традиційні костюми.

У Франції, традиційним, або регіональним костюмом називається одяг, який носили в різних областях і регіонах Франції.

## У загальному
Витіснений потужним тяжінням стилю в одязі його шили по стандартах так званої міжнародної моди. Традиційні костюми були популярні серед сільських жителів та прихильників держави, однак завжди поєднувався з потужною символікою, яка і досі зберігається в основному у фольклорі.

## У регіонах

### Альзас

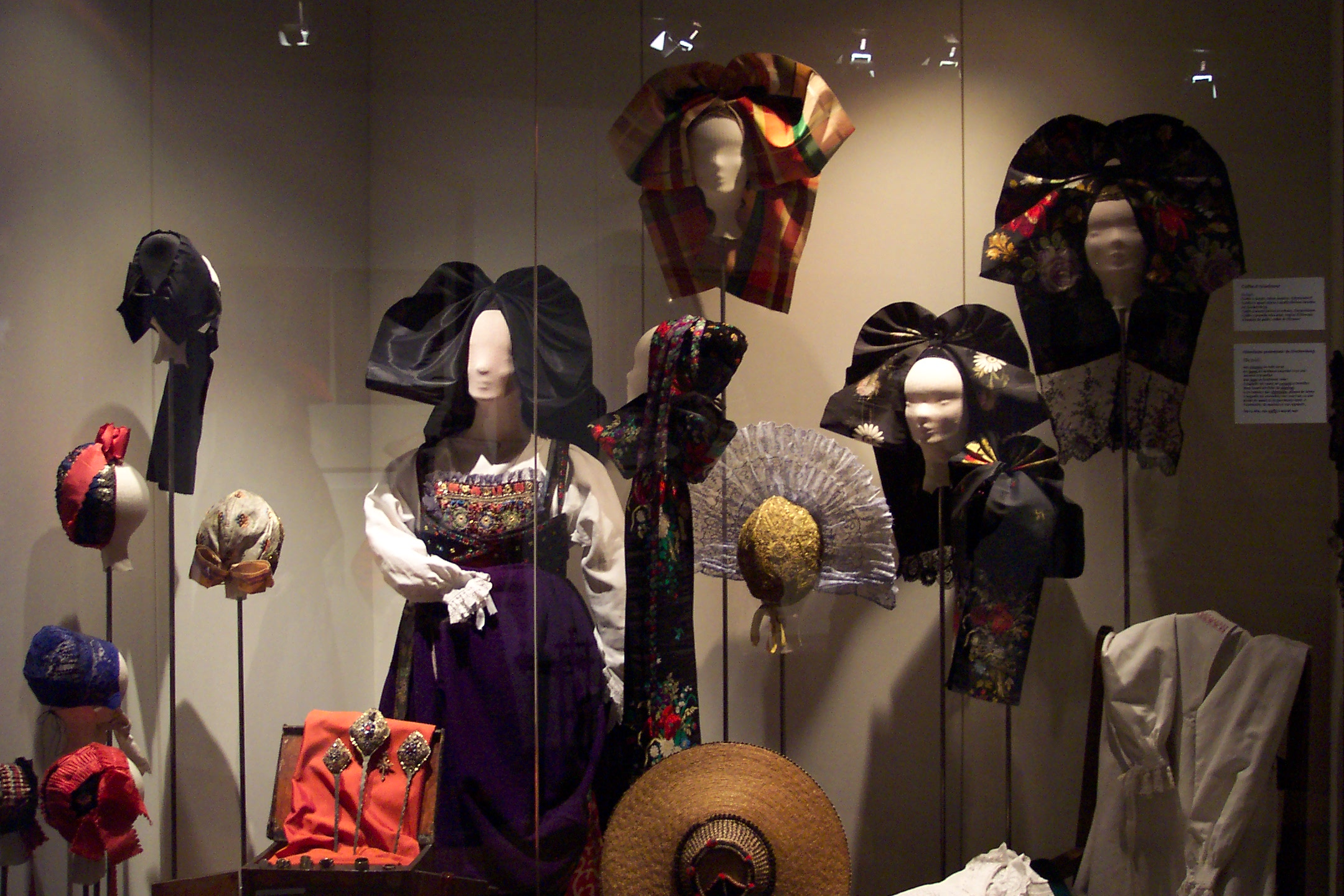
Ковпачки Ельзас в Страсбурзі Музей

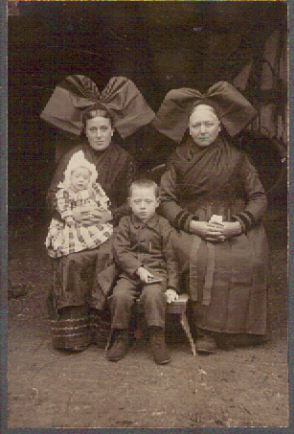
Жінки і діти в 1915 році

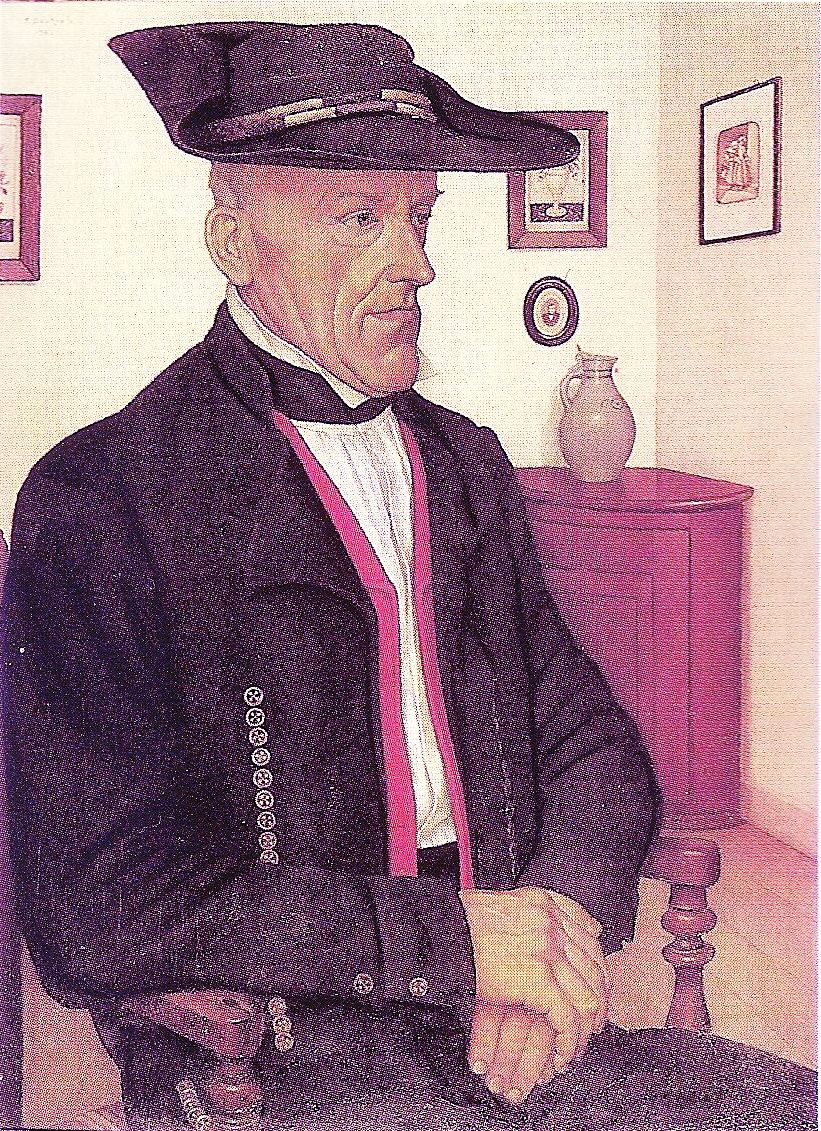
Чоловічий костюм в 1945 році

Костюм в Альзасі характеризується жіночим капелюхом, покритим стрічками з тканини, що перетинаються величезним вузлом, а хвости падають назад. Це призводить до типової образності альзаського костюму.
Традиційний костюм Альзасу, який представлено в сучасному фольклорі, або в народній уяві з великим вузлом є лише епізодичним аспектом традиційного альзаського костюма і його початкової форми. Війна 1870 року, що приєднала Ельзас до німецьких земель, надихнула людей одягати триколірну стрічку, в знак сильного протесту і прихильності до Франції. Після цього альзаський головний убір стали робити з великим чорним вузлом, який є тільки декоративною еволюцією селянського ковпака Кошерсберга, що символізує альзаську специфічність, тобто сильну прихильність до Франції. Місцева культура там добре розвинена, що відрізняється від сусідського Рейну. Найбільш поширені були традиційні капелюхи, однак, як і раніше є формою менш відомою широкому загалу, як так званий капелюх «Шнаепенхаб», і середній шов шапки, або «Шлюпкапен». Зазначені капелюхи були заборонені в 1793 році під час Французької революції, яка вважається занадто німецькою, як частина національного об'єднання.
У повсякденному житті, і з символізму, традиційний костюм еволюціонував протягом століть, як багато культурних внесків, якими збагатився Альзас. Попри те, що важко встановити дату, яка ознаменувала початок Альзаського режиму, свідком якоїсь стала культурну єдність, можна співвіднести виникнення локального стилю стабільність популяції з плином часу, В Альзасі ця стабілізація почалася протягом латинізації ери близько 90 по Pax Romana, з повільним об'єднанням різних корінних кельтських племен і стійкості бізнесу, ремесел і сільського господарства, а також народження альзаського виноградарства . Таким чином, незважаючи на вирішальне вторгнення в Алеманнію в 406, галло-римська подальшої депопуляції і навалу гунів, які залишають місце для франкського вторгнення, місцеві практики продовжували збагачувати і одягати людей Альзасу. Насправді, якби не було сучасного Альзаського стилю, відсутні місцеві модельєри і через інтернаціоналізацію одягу, минуле показало б наявність стилістичних характеристик, винаходів, в тому числі в таких великих містах, як Страсбург. Там спідниця стала релігійним показником в залежності від кольору, оздоблення та розмірів. Таким чином, якщо спідниця католицьких жінок, яку називали «Кут», була довжиною до кісточок, то лютеранська «Рок» була вкорочена, на 10 сантиметрів коротша. З 1830 року протестанти носили зелені, сині або червоні спідниці, а католики червоній. Колір чорного оксамиту був знаком жалоби.
* Чоловічий костюм
У своїй традиційній версії Страсбурзького регіону, він використовувався для фольклорних подій і представлень «блуммузік». Він характеризується достатком позолочених кнопок, між 60 і 70 в залежності від добробуту власника.
капелюх з широкими чорними полями
чорні штани оброблені п'ятьма золотими ґудзиками на зовнішній стороні
чорний піджак з золотими ґудзиками
перехресний червоний жилет
біла сорочка з чорними схрещеними смужками на шиї.
* Жіночий костюм 
Був набагато складнішим, капелюх складається з чорної кепки і смужки тканини 3,6 метра в довжину, який перехрещується і пришивається на полях. Утворене перехрещення спадає на задній частині голови, біла блузка з англійською вишивкою, спідниця з білим корсетом і пластроном, чорний вишитий фартух, зелена червона хустка, спідня білизна і спідниця

### Анжу
Чоловіки в Анжу носили штани, білий піджак, жилет і краватку-метелик, з чорним фетровим капелюхом і шкіряним взуттям. Деякі носили кишенькові годинники.
Жінки носили в основному темні сукні, фартух, хустку, шкіряні черевики. Для прикраси одягали намисто у вигляді хреста. Залежно від регіону нашивали нагрудне мереживо або шифон. Звичними для Анжуйських жінок були капелюхи.
- Анжевін: мережевний ковпакоподібний-чепчик, прикрашений вузлом на вершині та вишиті візерунки.
- Могоз: так само, як Анжевіні, але з меншим ковпаком, він відкривав обидві сторони голови.
- Пон-де-кеаз: капелюх вишитий і з мереживом, стрічки досягали підлоги, передня широка і похила і зав'язана на вузол.
- Сомурваз: також називається «обернений ковпак», носили в Турені. Складається з плоскої частини на верхній частині голови, з якої спадають тонкі стрічки. Доданий вузол зав'язували на шиї.

### Овернь

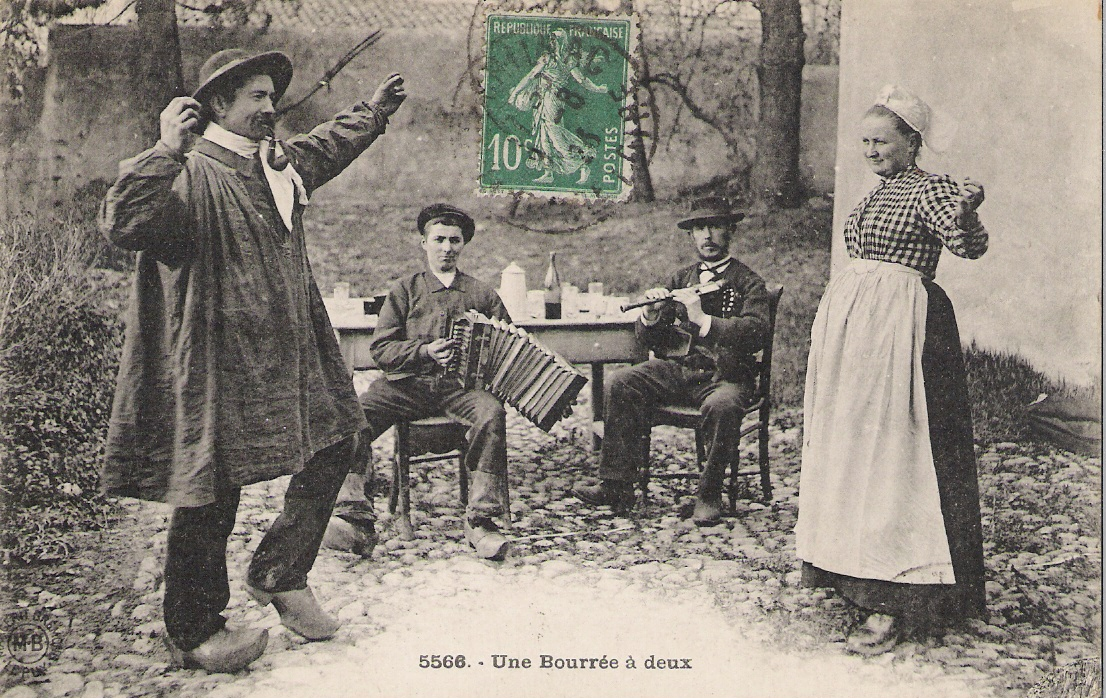
Овернь опудала в традиційному костюмі

В Оверні, традиційний костюм варіюється між містами. Загалом, заміжні жінки зазвичай носили темні, червоні, зелені, сині, іноді чорні сукні, Ці дами носили в будь-якому віці, вишиті білі кепочки, в які загортали волосся, яке зав'язували в пучок, щоб сховати. У зрілому віці, щоб вийти на вулицю, вони носили солом'яні капелюхи з плоскими полями, часто прикрашені сухими квітами або фруктами. Під сукнею була біла спідниця і спіднє. Вони носили хустку, з нагрудником, якщо були одружені або білий вишитий комір, якщо ні. Чоловіки носили піджаки такого ж кольору, як і сукні їхніх дружини, з довгими рукавами або без рукавів чорного кольору на світлу сорочку. На голову одягали фетровий капелюх з широкими полями. Штани були чорні і прямі. Навколо шиї пов'язували червоний шарф, символічний колір Оверні; він використовувався під час традиційних танців.

### Баски

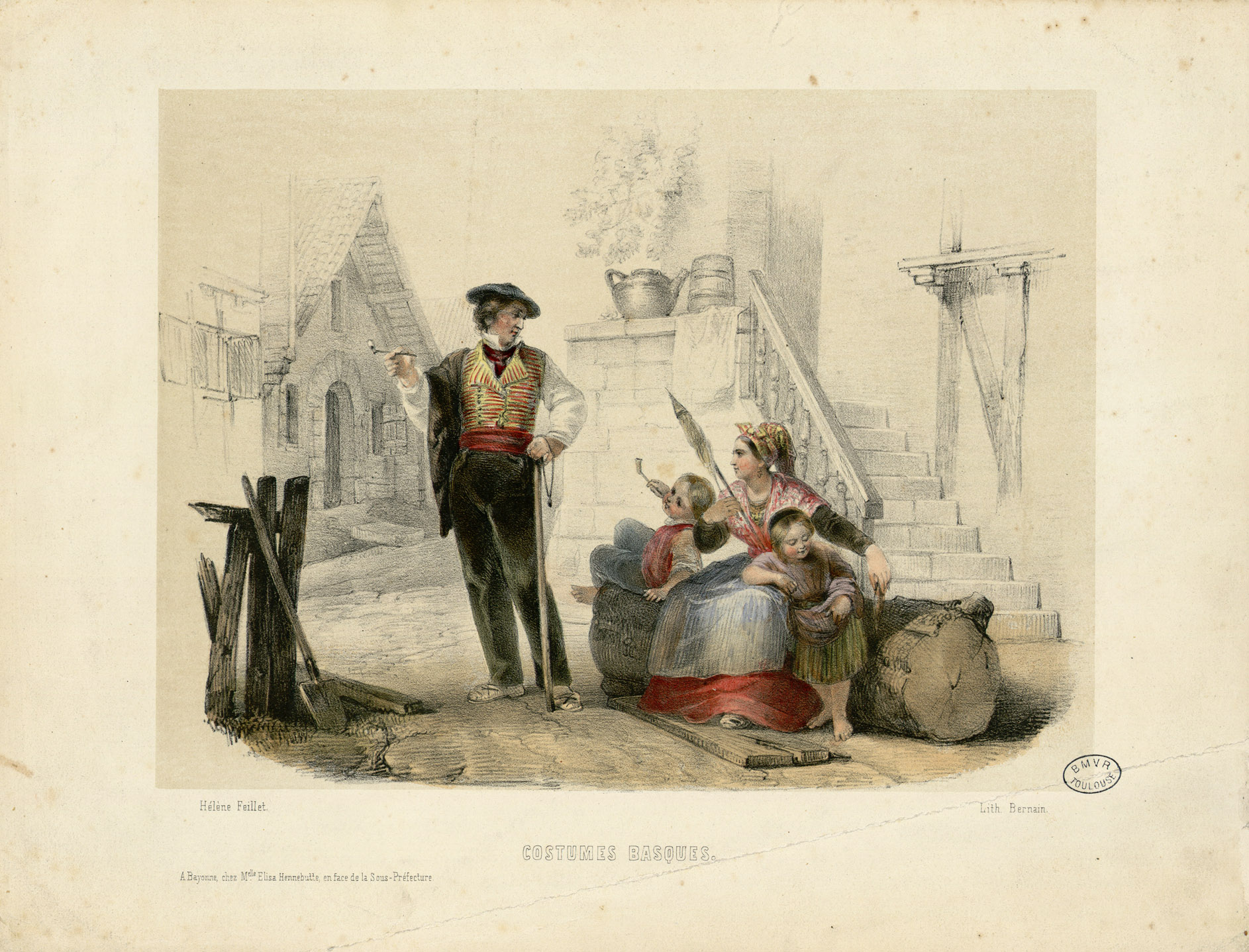
Баскські костюми [11

Костюм басків відзначався чоровічим беретом.
* Чоловічий костюм
Баски носили білі сорочки з довгими рукавами, білі штани, шарф і червоний пояс та, звичайно, знаменитий берет.
* Жіночий костюм 
Традиційно жіноче вбрання часто складалося з білої сорочки, чорного корсету з червоною або різнокольоровою спідницею, прикрашеною чорними смугами, а іноді і фартухом. Жінки носили шапки і білі шарфи.

### Нор-Па-де-Кале
Булонь-сюр-Мер, це простий і скромний наряд. Жінки загалом носили чорні сукні з широкими хустками пастельних кольорів. Чоловіки, в основному рибалки, носили робочий одяг, штани, червону куртка, шапку. Але в жінок був дуже оригінальний капелюх: великий ореол з гофрованого мережива.

### Нормандія
Традиційний костюм в Нормандії варіюється в залежності від близькості чи віддаленості від Парижу. Нормандія знаходилась під впливом паризької моди і особливо вибір тканин: бавовна, індійська, сіамська і т. д. Льон і конопля вироблялась в регіоні для виготовлення текстилю для щоденного одягу. Традиційний костюм норманці носили як великі землевласники так і селяни або міських жителів. Образ традиційного костюма пронеслися підтверджений іконографією, який залишав багато уяви для художників, особливо великі шапки.
Чоловічий костюм включав штани, жилет, натхненний французькою модою пальто (так званий Блауд), на шиї носили косинку, а на голові ковпак. Синій Блауд носили на свята, його прикрашали білою вишивкою, ланцюговим стібком на плечі, декольте, манжетами і кишенями. Його шили з бавовняної блискучої тканини.
Жіночий костюм був більш різноманітним і розвивався з плином часу. Його в основному одягали на весілля. Вбрання складалося з спідниці і корсету, прикрашених плісированим фартухом або нагрудником. Сорочка з'явилося в країні пізніше. Ковпак є культурним і регіональним компонентом нормандського костюма. Його винахід відбувся десь біля Ламашу . В різних регіонах ковпак буває іншим, однак є спільні риси: основа, наявність вишивки. Найбільш поширеним залишається круглий ковпак, яки також називається Пьєро. Великі ковпаки були модні до 1850-х років. У той час, вони користуються успіхом, потім поступово зникають: їх стали менше носити, хіба для вечірок і церемоній.
Традиційні костюми Нормандії більше не носять, лише іноді фольклорні групи, такі як "Blaudes Coëffes! одягають їх на паради. .

### Прованс

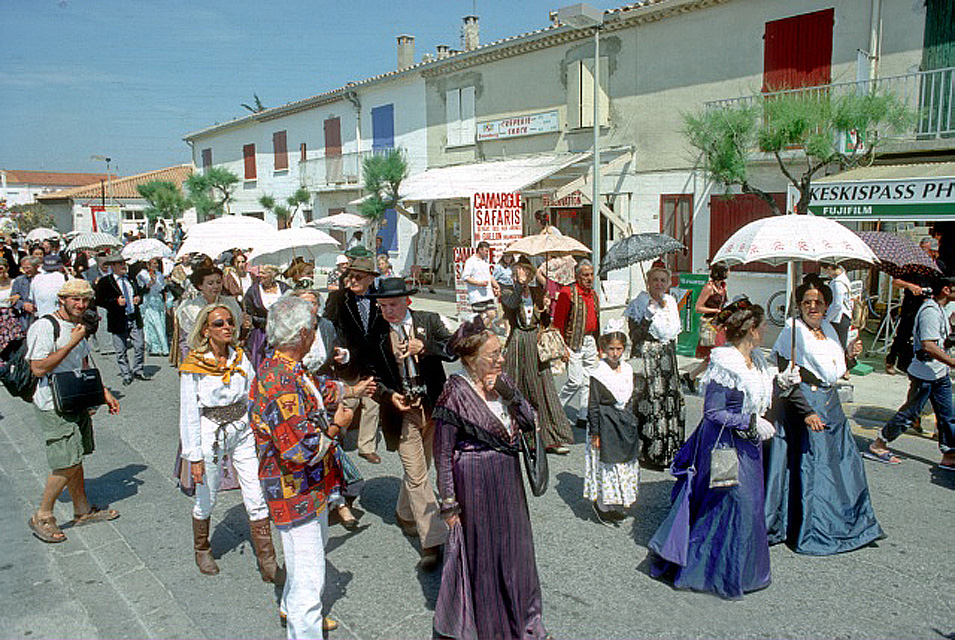
Арль в костюмі в Сент-Марі-де-ла-Мер

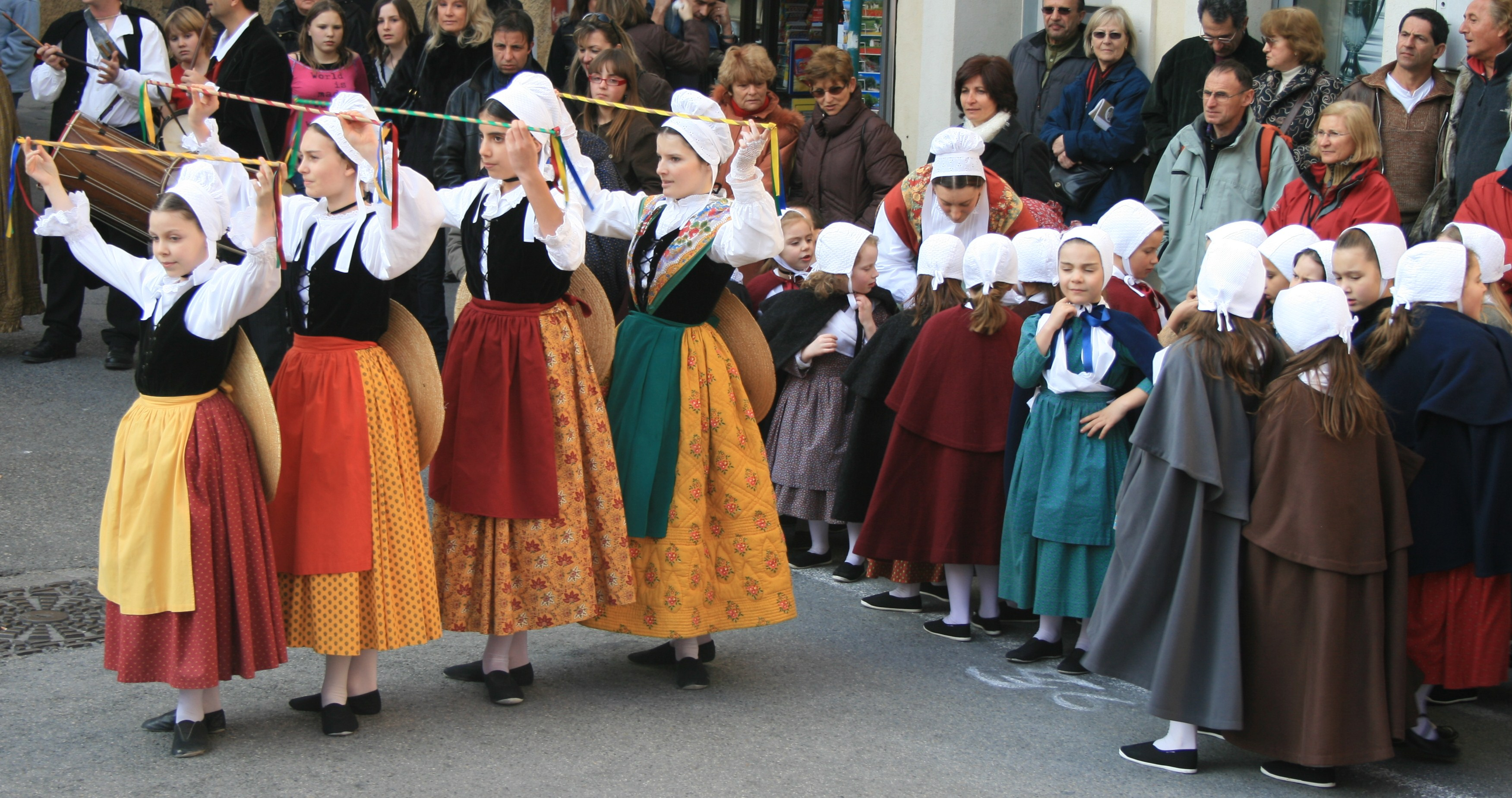
Традиційний костюм Comtadin

Традиційний провансальський костюм має два основні варіанти: костюм Арль також говорять Арлєз або провансальський який створив Фредерік Мистрал і почав носити, як ознаку культурної ідентичності Провансу, і комтадінський костюм, який носили в графстві Венесен на півночі від Дюранса, включаючи Авіньйон. Невикористані до початку неділі його спільне використання поступово зникає протягом першої половини 21-го століття . В даний час його носять зрідка фольклорні групи в проактивного демонстраціях місцевої ідентифікації . Обидва костюми легко впізнавані в своїй жіночій версії: темна шапка на вершині голови, що покриває тільки верх, і фігура «пісочний годинник» дуже помітно для Арлійського костюма, білий головний убір грецького стилю , можливо, покрита хусткою голова такого ж кольору як і костюм. Тканина відрізнялась по соціальних класах але крій залишався однаковим.

### Долина Оссо
У Долині Оссо, чоловіки носили коричневий берет, типовий для бреану, прикрашений двома кольоровими помпонами, білу сорочка без коміра, червону куртку довжиною до талії, також коричневі штани, великі білі шкарпетки, які діставали до нижньої частини коліна і шкіряне взуття, чорного або коричневого кольору.

## пов'язані статті
- традиційний костюм